# Bildergarten Entertainment
Die Bildergarten Entertainment GmbH ist eine deutsche Fernsehproduktionsfirma mit Sitz in Berlin und zeichnet für Musikformate wie The Voice of Germany, aber auch Dokumentationen verantwortlich. Sie gehört zum britischen Medienkonzern ITV plc.

## Geschichte
Unter dem Namen Schwartzkopff TV-Productions wurde das Unternehmen 1993 gegründet und war von 1999 bis 2014 eine hundertprozentige Tochterfirma der Axel Springer SE. Anfang 2015 wurden 49,9 % der Anteile von der Talpa Media des niederländischen Medienunternehmers John de Mol übernommen und die Gesellschaft in Talpa Germany GmbH & Co. KG umbenannt. Nachdem de Mol Talpa Media kurz darauf an ITV verkauft hatte, übernahm letztere Mitte 2015 aufgrund einer entsprechenden Option auch die verbliebenen 50,1 % von der Axel Springer SE. 2017 erfolgte die Verlagerung des Sitzes nach Berlin.
Die Produktionsunternehmen von Talpa wurden dann 2019 in die ITV Studios integriert. Zu dieser Zeit produzierte Talpa Germany als ITV-Studios-Tochter, jedoch noch unter gleichem Namen. In Deutschland gehörten damit fortan ITV Studios Germany, Imago und Talpa Germany zur ITV-Studios-Familie. Am 19. Mai 2021 wird Talpa Germany schließlich in Bildergarten Entertainment umbenannt.

## TV-Produktionen (Auswahl)
- seit 2011: The Voice of Germany (Sat.1 und ProSieben)[7]
- seit 2011: Einfach & Köstlich (WDR)
- seit 2013: The Voice Kids (Sat.1)[8]
- seit 2014: Sing meinen Song – Das Tauschkonzert (Vox)[9]
- seit 2016: Die Puppenstars (RTL)[9]
- 2018–2020: Mit 80 Jahren um die Welt (für ZDF)
- 2018–2022: Dickes Deutschland – Unser Leben mit Übergewicht (RTL II)
- 2021: Helene Fischer - 15 Jahre im Rausch des Erfolgs (Vox)
- 2021: Gottschalk feiert: Nochmal 18! (SWR)
- 2021: Ist nicht wahr?! (WDR)
- 2021–2022: Let’s Love - Eine Hütte voller Liebe (RTL II)[10]
- 2022–2024: Deutsche Vorentscheidung zum Eurovision Song Contest (Das Erste/NDR):
  - 2022: Germany 12 Points
  - 2023: Unser Lied für Liverpool[11]
  - 2024: Das deutsche Finale 2024
- 2022: Prison Tapes (RTL+)
- 2023: Happy Birthday Tabaluga! (Sat.1)[12]
- 2025: Die große Maus Show (WDR)

Mehrere Produktionen, die vor 2015 begannen, wurden unter Schwartzkopff TV-Productions produziert und später nach der Umbenennung unter Talpa Germany und seit 2021 unter Bildergarten Entertainment.

## Großevents und Galas (Auswahl)
- seit 2006: Goldene BILD der Frau (vorher unter Schwartzkopff TV-Productions und Talpa Germany)[13]
- seit 2000: Ein Herz für Kinder (vorher unter Schwartzkopff TV-Productions und Talpa Germany)
- Gala Helden des Alltags (vorher unter Talpa Germany)
- Die Goldene Kamera von Hörzu (vorher unter Schwartzkopff TV-Productions)
- diverse DVD- und Konzert-Produktionen